# NGC 1623
NGC 1623 ist eine linsenförmige Galaxie vom Hubble-Typ SB0/a im Sternbild Eridanus am Südsternhimmel. Sie ist schätzungsweise 447 Millionen Lichtjahre von der Milchstraße entfernt und hat einen Durchmesser von etwa 105.000 Lj.
Das Objekt wurde am 31. Dezember 1885 von Ormond Stone entdeckt.